# Dejlig er den himmel blå (film)
Dejlig er den himmel blå er en dansk dokumentarfilm fra 1975 med instruktion og manuskript af Jon Bang Carlsen.

## Handling
I julen 1974 gennemførte teatergruppen Solvognen en happening, hvor "julemænd" bl.a. invaderede et stormagasin og delte gaver ud fra hylderne, angreb Arbejdsrettens bygning m.m. Happeningens formål var at konfrontere eventyret om Julemanden med den aktuelle politiske virkelighed i dagens Danmark. Den følgende jul udsendtes denne film baseret på et stort antal optagelser af begivenhederne. De samme politiske kredse, som tidligere havde kritiseret den offentlige støtte til Solvognen, var også utilfredse med, at Statens Filmcentral skulle distribuere denne film.